# Apolonia z Nagasaki
Apolonia z Nagasaki (ur. w Hirado w Japonii; zm. 10 września 1622 na wzgórzu Nishizaka w Nagasaki) − błogosławiona Kościoła katolickiego, japońska męczennica, ofiara prześladowań antykatolickich w Japonii.

## Życiorys
Apolonia z Nagasaki należała do Bractwa Różańcowego. Pomagała dominikańskim misjonarzom w Japonii.
W Japonii w okresie Edo (XVII w.) doszło do prześladowań chrześcijan. Apolonia z Nagasaki została ścięta 10 września 1622 na wzgórzu Nishizaka w Nagasaki, za to że mieszkając w sąsiedztwie Andrzeja Murayama Tokuan, który ukrywał misjonarza Franciszka Morales Sedeño, nie doniosła o tym władzom.
Apolonia z Nagasaki była ciotką Kacpra Koteda, którego stracono z powodu wiary dzień po niej.
Została beatyfikowana w grupie 205 męczenników japońskich przez Piusa IX w dniu 7 lipca 1867 (dokument datowany jest 7 maja 1867).
Dniem jej wspomnienia jest 10 września (w grupie 205 męczenników japońskich).